# Mecardonia procumbens
Mecardonia procumbens är en grobladsväxtart som först beskrevs av Philip Miller, och fick sitt nu gällande namn av John Kunkel Small. 
Mecardonia procumbens ingår i släktet Mecardonia och familjen grobladsväxter.

## Underarter
Arten delas in i följande underarter:
- M. p. caespitosa
- M. p. flagellaris
- M. p. herniarioides
- M. p. tenella

## Bildgalleri

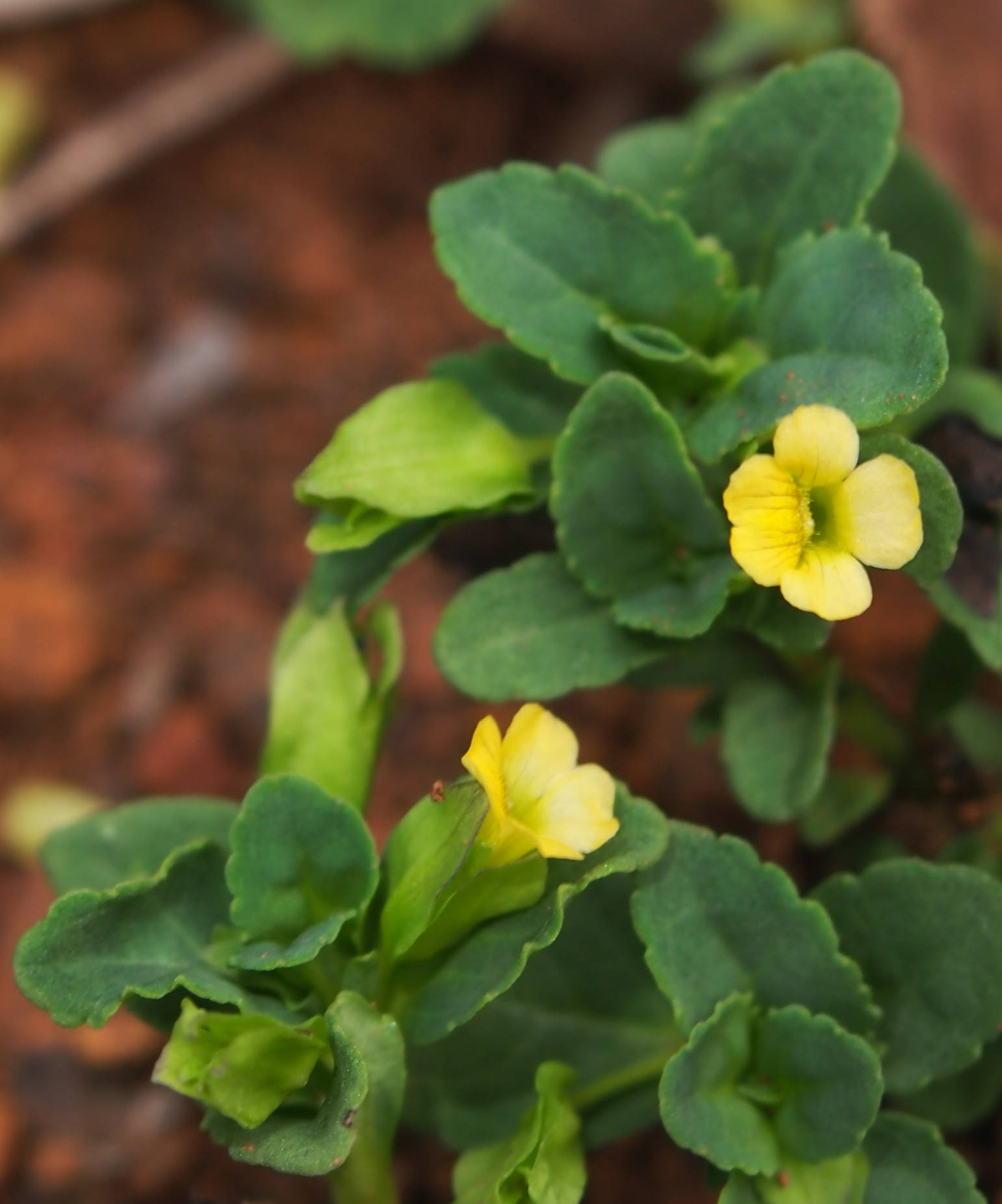
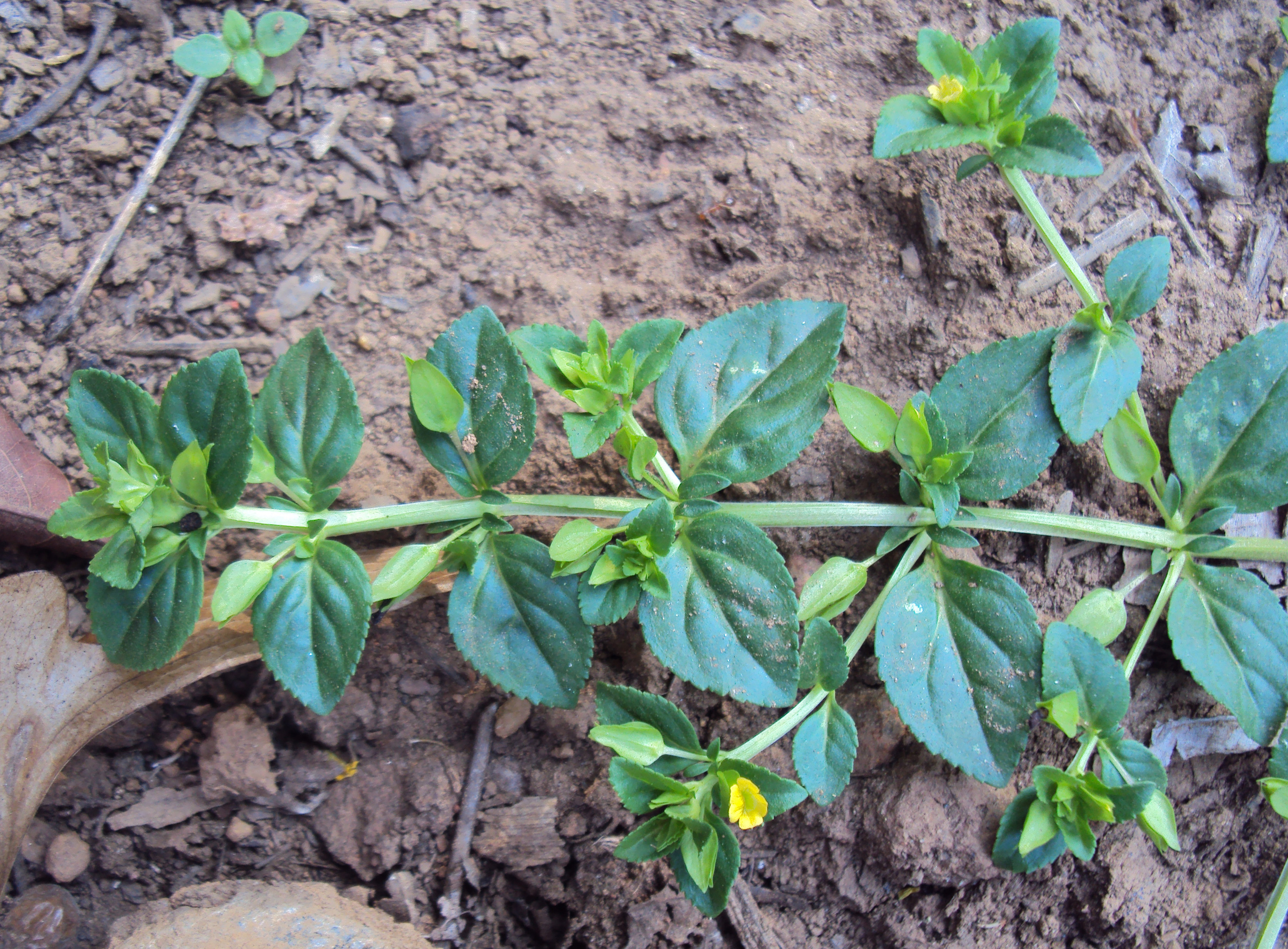
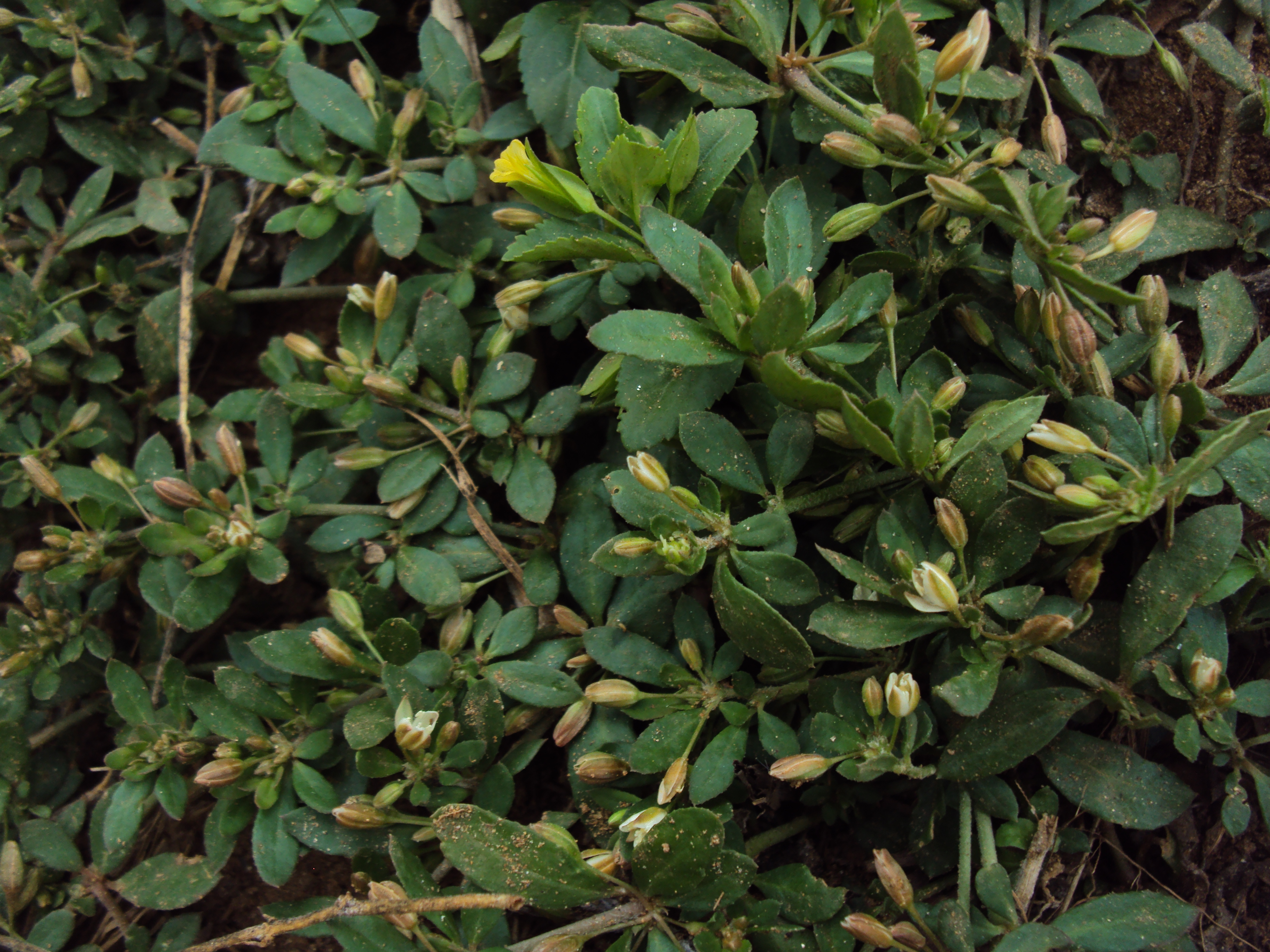
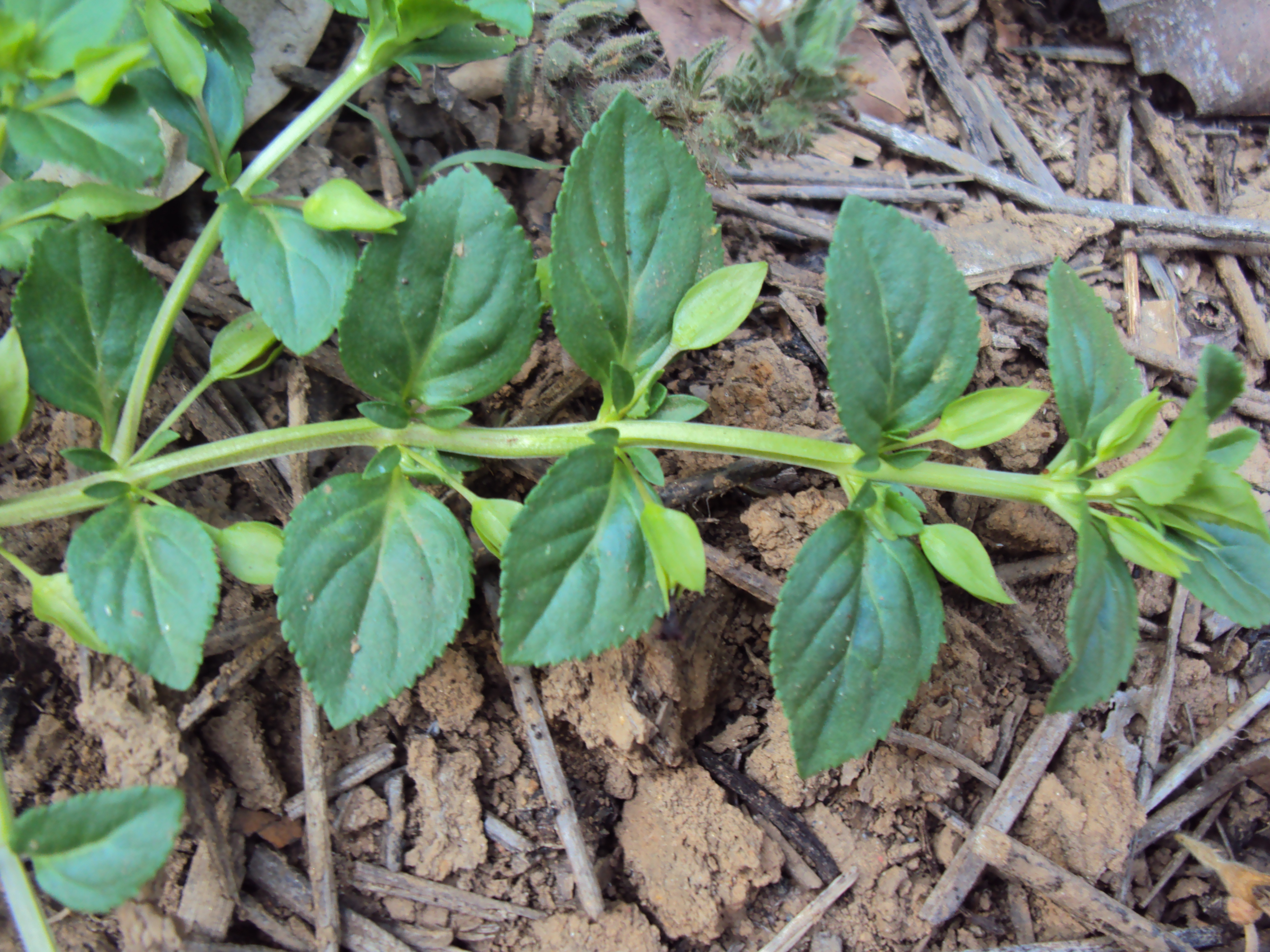
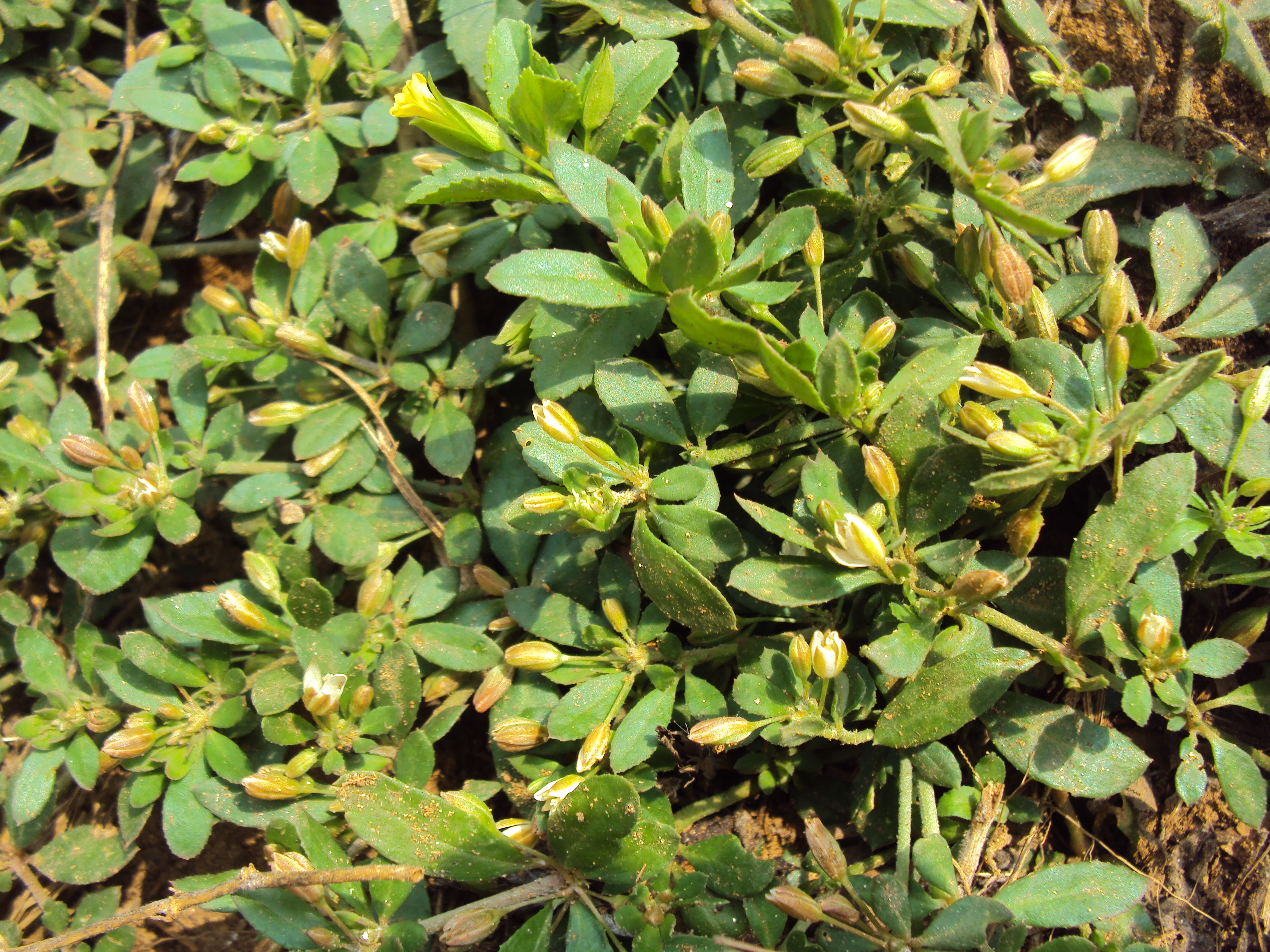
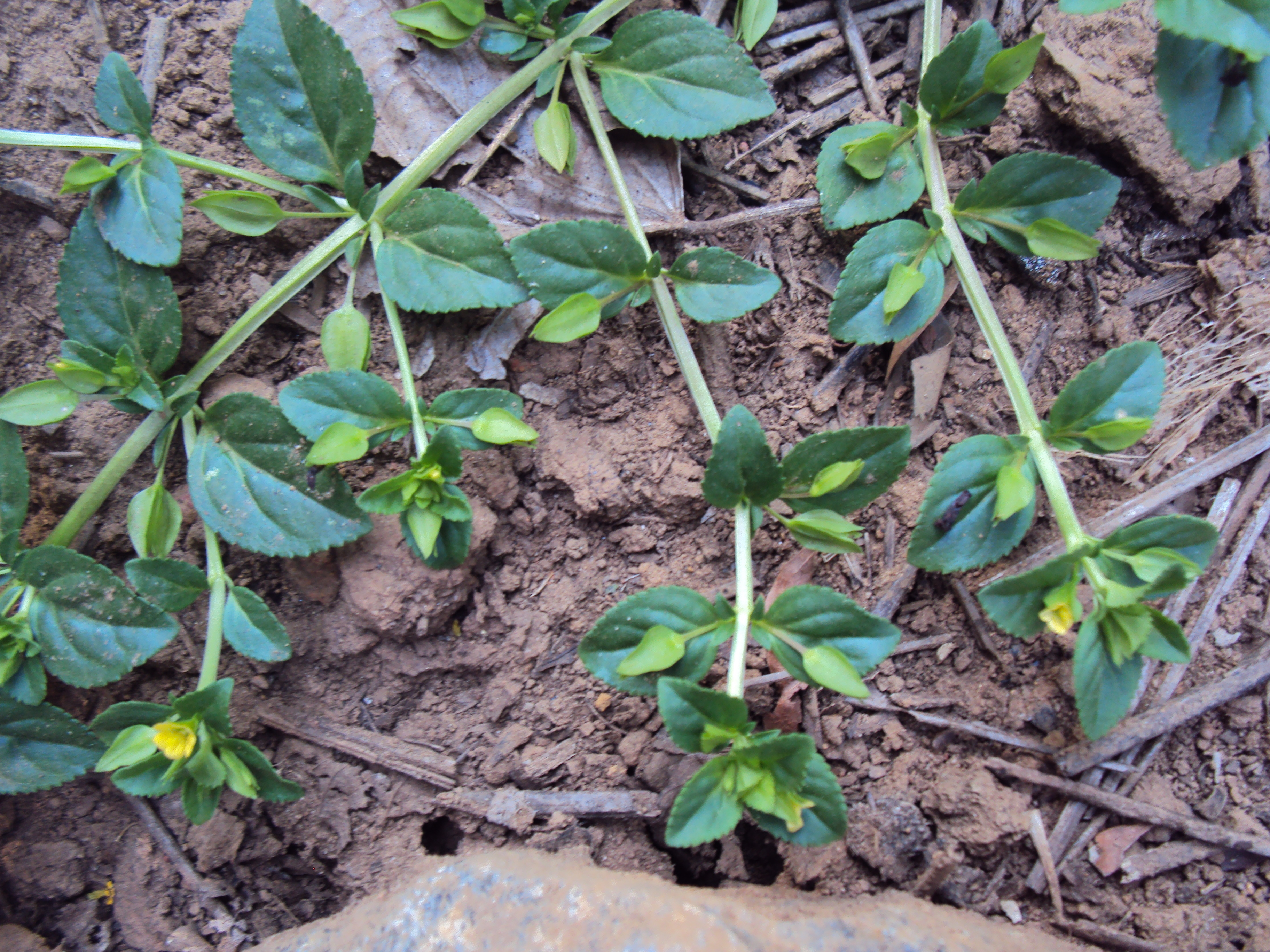